# 布里安娜·麦克劳克林
布里安娜·麦克劳克林（英語：Brianne McLaughlin，1987年6月20日—），美国女子冰球运动员。她曾代表美国国家队参加2010年和2014年冬季奥林匹克运动会冰球比赛，获得二枚银牌。